# 1465
Cette page concerne l'année 1465  du calendrier julien. Pour l'année 1465 av. J.-C., voir 1465 av. J.-C.
L'année 1465 est une année commune qui commence un mardi.

## Événements
- 23 mai, Maroc : assassinat de Abu Muhammad Abd al-Haqq au cours d'une révolte populaire[1]. Au Maroc, les Mérinides affaiblis par les rébellions et leurs luttes contre les chrétiens d’Espagne, sont éliminés par les Wattassides. Début de la période d'anarchie Wattasside.
- 11 décembre, Japon : l’épouse du shogun Yoshimasa Ashikaga lui donne un fils, Yoshihisa[2]. Le père désigne l’enfant comme son héritier, au détriment de son frère adopté l’année précédente. Deux grandes familles de daimyô entrent en lice, déclenchant la guerre d'Ōnin (1467-1477). Le candidat évincé trouve des appuis auprès des Hosokawa tandis que les Yamana soutiennent le shogun[3].

- Début du règne de Virupaksha II, empereur du Vijayanagar en Inde (fin en 1486). L’empire du Vijayanagar est envahi par le sultan Bahmanî qui en occupe le nord[4].

- À la suite d'une écrasante défaite du khan chaybanide Abu-l-Khayr contre les Kalmouks (1456-1457), les tribus turques (kazakh, les fugitifs, qui donnera aussi cosaque) refusent l’état Ouzbek et se retirent vers le Kazakhstan actuel (1565-1566). Les princes Djani Beg et Karay, soutenus par Esen Bugha, khan du Mogholistan, prennent leur tête[5]. À la fin du XVe siècle, le peuple kazakh, né du métissage entre Mongols et Turcs, se divise en trois hordes (jüz) : la Petite Horde (entre le fleuve Oural et le Saryssou), la Moyenne Horde et la Grande Horde (sur le Tchou et l’Ili)[6].

- Chine : troubles dans les régions montagneuses du centre-sud (1465-1476)[7]

### Europe
- 16 janvier : sentence arbitrale de Medina del Campo, qui prévoit la création d'un gouvernement oligarchique en Castille[8].
- 23 janvier : Étienne de Moldavie attaque et prend Kilia, à l'embouchure du Danube[9].
- 29 janvier : mort de Louis Ier de Savoie. Début du règne de son fils, Amédée IX de Savoie[10].
- 30 janvier : déposition de Charles VIII de Suède[11]. Régence de Kettil Karlsson Vasa (il meurt le 11 août)[12].
- 10 mars :
  - Publication du « manifeste du Bien public », base de la Ligue du Bien public, révolte nobiliaire contre le roi de France Louis XI[13]. Les grands (Jean II de Bourbon, Charles de Berry, René d'Anjou, Jean II d'Alençon, François II de Bretagne, Albret, Jean V d'Armagnac), dirigés par Charles le Téméraire, comte de Charolais, et sous la direction nominale du frère du roi, Charles de Berry, souhaitent la mainmise sur les finances royales, sur la distribution des offices, sur l’armée, sur la personne royale (qu’on envisage de limoger) et sur son gouvernement.
  - Réorganisation fiscale du duché de Bretagne. Normalisation du fouage[14].

- 16 mars : publication d'un « contre-manifeste » signé de la main du roi Louis XI[13]. Agitation antiroyale en Bretagne et dans le Centre.
- 26 mars : Louis XI riposte en occupant les points stratégiques en Berry et en Bourbonnais[13] (avril). La menace bretonne et bourguignonne sur Paris l’oblige à repartir vers le Nord.

- 15 mai[15] : l’humaniste d’origine croate Jean Vitéz de Sredna est nommé évêque d'Esztergom (Primat de Hongrie) par son élève Mathias Corvin[16].
- 19 mai : Mathias Corvin reçoit l’autorisation du pape pour fonder l’université de Presbourg (Bratislava)[17].

- 5 juin, Castille : farce d'Ávila[18]. Critiqué pour sa mauvaise administration, Henri IV l’impuissant est momentanément destitué par une révolte de la noblesse et ne remonte sur le trône après le concordat de Medina del Campo qu’à condition d’adopter des mesures sérieuses pour résoudre le problème des conversos. Henri ordonne aux évêques de Castille d’enquêter sur les nouveaux chrétiens et de punir sévèrement les relaps[19].
- 17 juin : les envoyés de Louis XI concluent une alliance avec les Liégeois contre Philippe III de Bourgogne. Le prince-évêque Louis est chassé de la ville[20].
- 28 juin et 8 décembre : le pape Paul II excommunie Georges de Poděbrady et le déchoit de ses titres et dignités[21]. Il confie à Mathias Corvin la croisade contre les Tchèques. À la mort de la reine Catherine (1464), Mathias projette d’évincer son père, Georges de Poděbrady, du trône de Bohême. Il s’attaque aux « Frères hussites » de la Haute-Hongrie, avec l’aide de l’ancien chef de guerre hussite Jiskra, qui sont vaincus. Les Frères vaincus rejoignent en partie l’armée de Mathias.

- 16 juillet : bataille de Montlhéry, indécise, entre Louis XI, roi de France, et les ligueurs dirigés par Charles le Téméraire. Le roi se replie sur Paris[22].

- 11 août[12] : régence de Jöns Bengtsson Oxenstierna sur la Suède.

- 3 septembre[23] : les Cortes portugais réunis à Guarda dissuadent le roi Alphonse V de Portugal d’intervenir en Castille pour rétablir Henri IV sur son trône[24].

- 5 octobre : traité de Conflans et traité de Saint-Maur-des-Fossés (29 octobre) entre Louis XI de France et les féodaux[25]. Le roi renonce aux villes de la Somme qu'il restitue à Charles le Téméraire. Son frère cadet Charles de Berry reçoit la Normandie en apanage.

- 19 novembre : le connétable Jean II de Bourbon, qui s'est rallié à Louis XI, devient lieutenant général d'un territoire englobant l'Orléanais, le comté de Blois, la Sologne, le Berry, le Lyonnais, le Velay, le Vivarais, le Gévaudan, l'Albigeois, le Rouergue, le Quercy, le Limousin et le Périgord[26].
- 28 novembre : constitution à Zelená Hora (Grünberg) d'une ligue de nobles catholiques de Bohême contre le roi Georges de Poděbrady[27] (Zelenohorská jednota).

- 22 décembre : par le traité de Saint-Trond Charles le Téméraire impose ses volontés aux Liégeois révoltés[28].
- 23 décembre : paix entre le duc François II de Bretagne et le roi de France ; le duc exige comme condition principale que Louis XI reconnaisse le droit des ducs bretons à percevoir la régale[29].

- Vaines expéditions des Mongols contre Ivan III de Moscou qui n’a pas été confirmé dans son titre par le grand Khan Ahmed et refuse de payer le tribut à la Horde d'or[30].
- Les Russes franchissent l’Oural et s’aventurent en Sibérie jusqu’aux rives de l’Ob[31].
- Les Médicis transfèrent à Lyon leur succursale de Genève[32].
- Mariage de Louis de Bourbon-Rousillon avec Jeanne de Valois (v. 1447-1519)

## Naissances en 1465
- 6 février : Scipione del Ferro (mort en 1526), mathématicien italien.
- ? :
  - William Cornysh, compositeur, dramaturge, acteur et poète anglais († octobre 1523).
  - Matthieu Schiner, cardinal et personnalité politique suisse († 1er octobre 1522).
  - Sebastian Virdung, ecclésiastique, musicien et théoricien de la musique allemand († 1511).

- Vers 1465 :
  - Bartolomeo da Urbino, peintre italien († vers 1534).
  - Richard Davy, compositeur, organiste et chef de chœur anglais († 1507).
  - Francesco Melanzio, peintre italien de l'école ombrienne († vers 1526).
  - Francisco de Osona, peintre espagnol († vers 1514).
  - Jean Provost, peintre hainuyer († 1529).

## Décès en 1465
- 5 janvier : Charles d'Orléans
- 16 juillet : Pierre de Brézé, grand sénéchal d'Anjou, de Poitou et de Normandie, tué à la bataille de Montlhéry.
- 4 septembre : Louis d'Albret, religieux français, évêque de Cahors, puis évêque d'Aire-sur-l'Adour, et cardinal (° 1422).
- 25 septembre : Isabelle de Bourbon, épouse du duc de Bourgogne Charles le Téméraire, et mère de la duchesse Marie de Bourgogne (° 1437).